# Teodoro di Asine
Teodoro di Asine (in greco antico: Θεόδωρος Ἀσιναῖος?, Theódoros Asinâios; III secolo – IV secolo) è stato un filosofo greco antico  attivo tra la fine del III secolo e l'inizio del IV secolo.

## Biografia
Fu un filosofo neoplatonico, nativo di una delle città che portavano il nome di Asine, probabilmente Asine in Laconia.
Fu discepolo di Porfirio e uno dei più eminenti filosofi neoplatonici. Proclo lo menzionò ripetutamente in un commento a Platone, e aggiunse spesso al suo nome qualche epiteto elogiativo, "il grande", "mirabile", "il nobile". Scrisse un'opera sull'anima, andata perduta. Viene citato da Nemesio nel suo De Natura Hominis. 